# Тверская окружная дорога
Тверская окружная дорога (Тверская объездная дорога) — автомобильная дорога в объезд Твери. Является частью федеральной автомагистрали М-10 «Россия» (Москва — Санкт-Петербург) с 152 по 179 километр (длина 26,4 километра). Проходит по территории Твери (по западной и южной окраинам) и Калининского района Тверской области.
Дорога построена в начале 1960-х, в 1961 году открыт Мигаловский мост. Со временем дорога перестала справляться с возросшим пассажиропотоком, а мост пришёл в аварийное состояние и потребовал ремонта. В районе Мигаловского моста и пересечения с проспектом 50 лет Октября нередко образовывались дорожные пробки. Произведённая реконструкция моста частично разрешила эту проблему. 
В соответствии с проектом генерального плана Твери предусмотрено строительство новой окружной дороги, которая обойдет город по северной и восточной окраинам.
Дорога предназначена для проезда транзитных автомобилей через Тверь. Движение по всему участку  снабжено разделительным барьером.

## Пересечения
Окружная дорога имеет следующие пересечения с другими трассами и с подъездами к Твери:
- Московское шоссе: 7,1 км. до Твери
- Бурашевское (Тургиновское) шоссе: 1,65 км. до Твери
- Волоколамское шоссе (автодорога Р90): 3,2 км. до Твери
- Старицкое шоссе (28К-0576): 1,71 км. до Твери
- Проспект 50 лет Октября: территория Пролетарского района Твери.
- Петербургское шоссе: 3,4 км. до Твери

## Населенные пункты
- Эммаус
- Белавино
- Андрейково
- Неготино
- Никулино
- Никольское
- Тверь (Мигалово)
- Тверь (Черкассы)

## Реки
- Тьмака
- Волга